# Ломоносовская гимназия (Рига)
Ломоносовская гимназия — старейшая рижская средняя русская школа. Первоначально создавалась как гимназия для девочек (Рижская женская гимназия имени Ломоносова).

## Здание женской гимназии
Здание гимназии, спроектированное и построенное в 1868—1871 годах архитектором Янисом Бауманисом, располагалось по адресу бульвар Наследника, 29. Больше половины средств на строительство были собраны как пожертвования и накоплены самой гимназией. В 1938 году здание было кардинальным образом перестроено архитектором Индрикисом Бланкенбургом. В советское время в нём был размещён Вычислительный и информационный центр ЛГУ имени П. Стучки и музей истории университета. Сейчас в этом здании находится Институт математики и информатики Латвийского университета.

## История

### Ломоносовская гимназия
Сбор средств на открытие в Риге школы для девочек был начат 6 апреля 1865 года по инициативе русской общественности, в первую очередь известного лифляндского краеведа и просветителя Евграфа Васильевича Чешихина, который также фактически стоял у истоков Александровской гимназии. Чешихин организовал сбор народных пожертвований для строительства школы. В Риге до начала Второй промышленной революции в России проживало всего около 100 тысяч человек, русские были меньшинством, однако оргкомитету удалось собрать для школы 12 000 рублей. 27 000 рублей на строительство Ломоносовской гимназии выделило правительство Российской империи.
Ломоносовская гимназия была основана в 1868 году как общеобразовательное женское учебное заведение с русским языком обучения. Расходы за обучение покрывались за счёт платы учащихся, но часто учащиеся могли проходить обучение в школе за счёт городских и даже государственных дотаций. Деньги планомерно выделялись для обеспечения получения среднего образования девочками из бедных семей. С 1871 года гимназия занимала построенное для неё здание на бульваре Наследника.
Основной состав учащихся Ломоносовской гимназии на начальном этапе — дочери помещиков и богатых горожан, однако через некоторое время ситуация изменилась и школа стала более демократичной, доступной для девочек из семей с более низким материальным достатком. Сперва в школе функционировал подготовительный класс и шесть основных. Уже после 1874 года была несколько изменена структура обучения: после подготовительного класса следовали семь основных классов и один педагогический.
Разнообразные предметы, которые изучались девочками из Ломоносовской гимназии: Закон Божий, русский, английский и французский языки, история, география, арифметика, физика, чистописание, рисование, педагогика и естествознание. Также помимо насыщенной гуманитарной и технической программы много внимания в ходе учебного процесса уделялось рукоделию и пению. Правда, выпускницы не получали право поступления в вуз после окончания Ломоносовской гимназии.
В 1893—1894 учебный год в гимназии обучалось 311 учениц (в статистику не включены ученицы, обучавшиеся в подготовительном классе).
В Первую мировую войну школа наряду с другими известными рижскими учебными заведениями подверглась эвакуации и продолжила функционировать в городе Геническ Таврической губернии. По некоторым сведениям, там она проработала по крайней мере до 1921 года как «2-я советская школа».
В здании гимназии в Риге разместили лазарет, где поначалу лечили и раненых в боях под Смарде латышских стрелков.
После того, как Ригу заняли германские войска, школьные занятия на русском языке были запрещены, а на латышском допускались в ограниченном объёме. После поражения Германии в войне и провозглашения Латвийской республики рижане выразили желание восстановить русскую гимназию? и руководство Риги согласилось предоставить для этого здание бывшей Ломоносовской гимназии. Процесс ускорился после установления советской власти: заняв Ригу 3-4 января 1919 года, большевики уже в середине января 1919 года открыли «Трудовую школу № 2» (дата не установлена, но свое десятилетие школа отмечала 15 января). Поначалу для нее было предоставлено помещение в бывшей частной прогимназии на ул. Марияс, 57, так как прежнее здание Ломоносовской гимназии на бульваре Наследника требовало ремонта. Ученики начали своими силами приводить его в порядок и уже тогда начали называть свою школу Ломоносовской, хотя официально это название не применялось. В мае 1919 года, в последние дни советской власти, состоялся первый выпуск.

### Рижская городская русская средняя школа
Осенью 1919 года, после провозглашения независимости Латвии, школа перешла в ведение нового городского самоуправления и именовалась в документах «Ломоносовской» или «бывшей Ломоносовской», а затем «Рижской городской русской средней школой» (РГРСШ).
Поначалу в школе было только около 25 % русских учащихся, к концу десятилетия их число выросло до 75 %. С 1921 года в школу принимали также девочек.
В 1923 году школа была переведена в здание по улице Акас, 10.
Советская власть провела реорганизацию рижских русских школ: в здании на Акас устроили 77-ю семилетнюю школу, а оставшихся старшеклассников перевели в 10-ю среднюю школу. В 1951 году 77-я семилетняя школа превращается в Рижскую среднюю школу № 23, каковой и оставалась на протяжении 40 лет, до 1991 года, когда ей было возвращено историческое название.
В 2011 году Ломоносовская русская школа была закрыта, а её инфраструктура и ученики вошли в состав Рижской средней школы № 40 (ул. Тербатас, 15/17). С этого момента и по сей день уроки проводятся как в прежнем здании на улице Акас, 10, так и в основном здании Рижской 40-й средней школы по адресу ул. Тербатас, 15/17.

## Выпускники
В Ломоносовской гимназии некоторое время проучилась будущая третья жена Михаила Афанасьевича Булгакова Елена Сергеевна Нюренберг, дочь Сергея Марковича Нюренберга.
- Иванде Кайя, писательница и общественный деятель[10].
- Феликс Лукин, врач и общественный деятель[10].
- Владимир Петров, гроссмейстер[4].
- Георгий Круглов, художник-керамист[4].
- Александр Дашков, певец.
- Лев Буковский, скульптор[4].
- Е.Долин-Нитавский, актёр, директор Театра русской драмы[4].
- Адольф и Бруно Скулте, композиторы[4].
- Александр Вилюманис, певец[4].
- А. Грасис, спортивный тренер[4].
- С. Петкевич, Р. Озолс, З. Попов — велосипедисты, участники Олимпийских игр 1928 года[4].